# Formació de Hatrurim
La Formació Hatrurim (abans coneguda com a Zona Motejada) és una formació geològica, amb afloraments al voltant de la conca del Mar Mort: al desert del Nègueb a Israel, al desert de Judea a Cisjordània, i a l'oest de Jordània. Inclou pedres calcàries impures datades entre el Cretaci superior i l'Eocè, juntament amb margues de carbó que contenen guixos. Les roques han estat sotmeses a un pirometamorfisme derivat de la combustió de dipòsits de carbó o d'hidrocarburs continguts o subjacents. La formació rep el seu nom per les exposicions a la conca de l'Hatrurim que es troba a l'oest del mar Mort. És coneguda tant per les espècies minerals descobertes com pels minerals comuns destinats a la fabricació del ciment Portland.

## Mineralogia

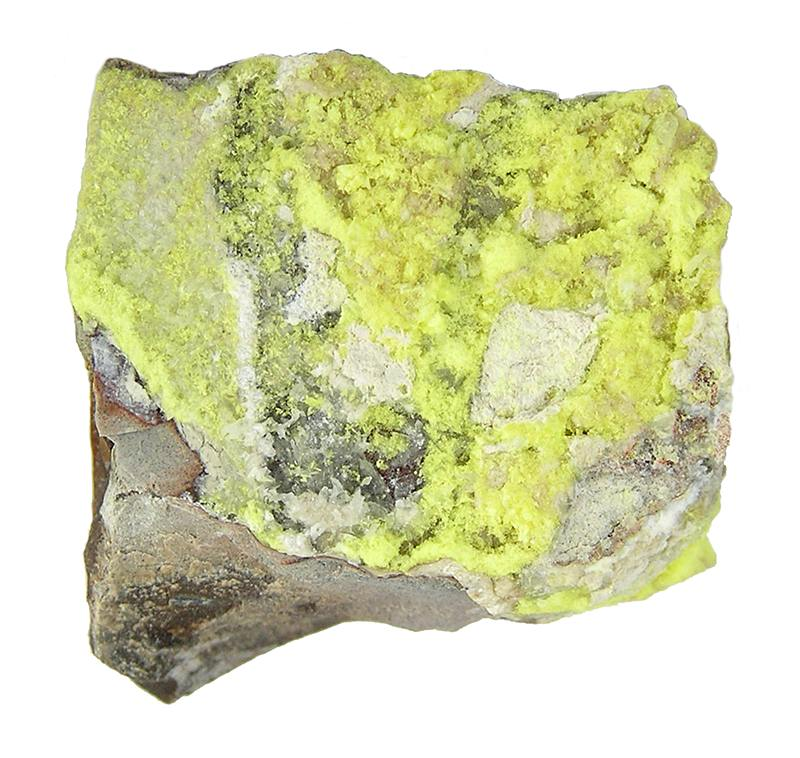
Mostra d'ettringita recollida a la formació

En aquesta formació han estat descrites gairebé 200 espècies vàlides de minerals, de les quals 30 han estat descobertes en aquest indret. Els minerals que tenen la Formació Hatrurim com a localitat tipus són:
| Nom             | Fórmula                         |
| Aravaïta        | Ba₂Ca18(SiO₄)₆(PO₄)₃(CO₃)F₃O    |
| Ariegilatita    | BaCa₁₂(SiO₄)₄(PO₄)₂F₂O          |
| Bayerita        | Al(OH)₃                         |
| Bentorita       | Ca₆(Cr3+,Al)₂(SO₄)₃(OH)₁₂·26H₂O |
| Flamita         | Ca8-x(Na,K)x(SiO₄)4-x(PO₄)x     |
| Fluorkyuygenita | Ca₁₂Al14O32[(H₂O)₄F₂]           |
| Gazeevita       | BaCa₆(SiO₄)₂(SO₄)₂O             |
| Gmalimita       | K₆☐Fe2+24S27                    |
| Grossita        | CaAl₄O₇                         |
| Gurimita        | Ba₃(VO₄)₂                       |
| Halamishita     | Ni₅P₄                           |
| Hatrurita       | Ca₃(SiO₄)O                      |
| Hexacelsiana    | BaAl₂Si₂O₈                      |
| Kabalovita      | Fe2+ 3Fe3+ 4(PO₄)₆              |
| Kahlenbergita   | KAl11O17                        |

| Nom             | Fórmula                      |
| Khesinita       | Ca₄(Mg₃Fe3+9)O₄(Fe3+9Si₃)O36 |
| Levantita       | KCa₃Al₂(SiO₄)(Si₂O₇)(PO₄)    |
| Mazorita        | Ba₃(PO₄)₂                    |
| Murashkoïta     | FeP                          |
| Nagelschmidtita | Ca₇(SiO₄)₂(PO₄)₂             |
| Nazarovita      | Ni₁₂P₅                       |
| Negevita        | NiP₂                         |
| Pliniusita      | Ca₅(VO₄)₃F                   |
| Polekhovskyita  | MoNiP₂                       |
| Shulamitita     | Ca₃TiFe3+AlO₈                |
| Silicocarnotita | Ca₅[(SiO₄)(PO₄)](PO₄)        |
| Stracherita     | BaCa₆(SiO₄)₂[(PO₄)(CO₃)]₂F   |
| Transjordanita  | Ni₂P                         |
| Zoharita        | (Ba,K)₆(Fe,Cu,Ni)25S27       |
| Zuktamrurita    | FeP₂                         |